# تنگ نارک
تنگ نارک، روستایی از توابع بخش مرکزی شهرستان خنج در استان فارس ایران است.

## جمعیت
این روستا در دهستان تنگ نارک قرار دارد و جمعیت آن بر اساس سرشماری مرکز آمار ایران در سال ۱۳۸۵ زیر سه خانوار بوده‌است.